# Hellanikos av Lesbos

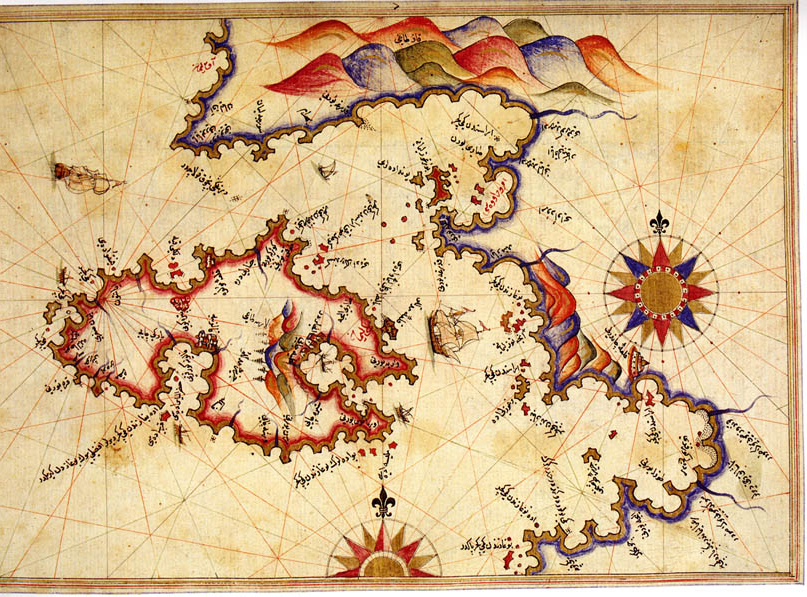
Karta över ön Lesbos där Hellanikos troligen föddes

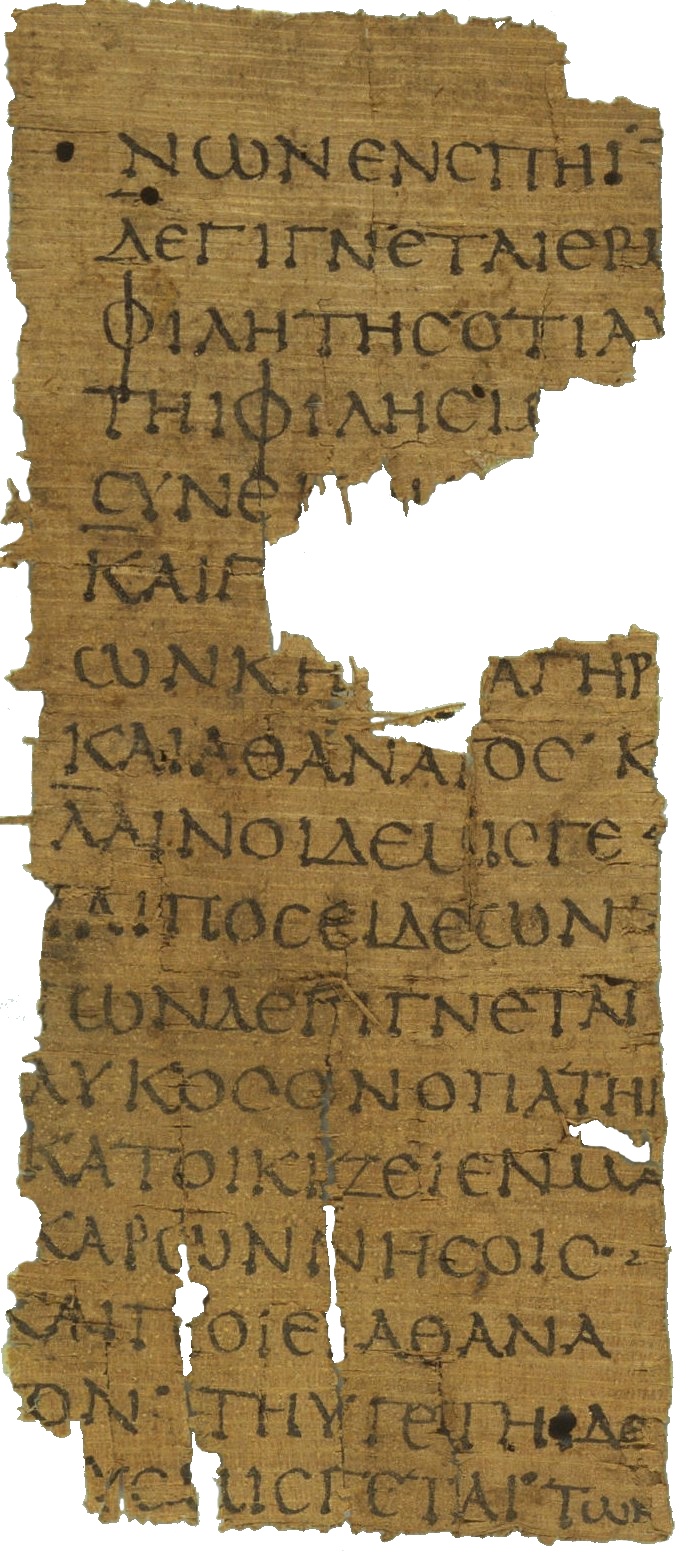
del ur Atlantis

Hellanikos av Lesbos (grekiska: Ελλάνικος ), född omkring 480 till 490 f.Kr. troligen i Mytilene på Lesbos, död omkring 395 till 405 f. Kr. troligen kring Perperene i Aiolien, var en grekisk logograf (historieskrivare) som levde under Antiken. Hellanikos är känd för att systematiskt ha skrivit historiska arbeten utifrån den grekiska mytologin. Fragment av arbetet Atlantis har påträffats i Egypten vid utgrävningar av den antika staden Oxyrhynchus (el-Behnesa) och har publicerats i serien Oxyrhynchus papyri.

## Biografi
Endast lite är känd om Hellanikos liv. Han föddes troligen på ön Lesbos. Han bodde en tid vid kungliga hovet i kungariket Makedonien och även en period i Aten.

## Skrifter
Hellanikos har troligen författat ett 30-tal skrifter, av vilka endast fragment bevarats. Bland verken kan nämnas följande:
- Hiereiai tes Heras en Argei (om Heraprästinnor vid Argos)
- Atthis (om Attikas historia)
- Atlantis (om Atlas dotter)
- Troica (om Trojas historia)
- Persia (om Persiska rikets historia)

Hellanikos är känd för att ha skrivit kronologiska och lokalhistoriska arbeten utifrån den Grekisk mytologin. Han nedtecknade dock inte enbart sina egna iakttagelser utan även andras berättelser, lokala sägner och myter i likhet med till exempel Herodotos. Även om detta blev början på systematisk historiebeskrivning kritiserades detta arbetssätt senare bland andra av Thukydides.
De bevarade fragmenten redovisas dels i Fragmenta Historicorum Graecorum av Karl Müller (utgiven 1885 i Paris), dels i en nyversion av Felix Jacoby (utgiven 1909 i Berlin). Dessa böcker redovisar historiker vars egna skrifter inte finns bevarade men som i sin tur citeras av andra historiker.
Text från Atlantis har bevarats i form av ett papyrusfragment från Oxyrhynchus, som 1911 publicerades i serien The Oxyrhynchus Papyri (P.Oxy. VIII 1084).